# Ryota Ukai
Ryota Ukai (鵜飼 亮多 Ukai Ryota?), född 28 maj 1996 i Chiba prefektur, är en japansk fotbollsspelare.
Ukai började sin karriär 2016 i Thespakusatsu Gunma. Efter Thespakusatsu Gunma spelade han för Tochigi Uva FC, Cobaltore Onagawa och Vonds Ichihara.